# Rafael Missowsky
Doctor Raphael Missowsky (1580-1644). Además de abogado y poeta fue el tutor personal de la lengua checa del príncipe Fernando III de Bohemia (1608-1657) durante el reinado del emperador Rodolfo II, siendo más tarde  ennoblecido llegando a ser Ministro de Justicia cuando su pupilo ascendió al trono en 1627. 
Según le comentaba Johannes Marcus Marci a Athanasius Kircher en una carta encontrada junto al Manuscrito Voynich, esta obra le había sido cedido al emperador Rodolfo II por "un desconocido" a cambio de 600 ducados, a la vez que opinaba que su autor era el fraile inglés Roger Bacon.

## Fuente
- The Voynich Manuscript: An Elegant Enigma. D' Imperio (1978). Aegean Park Press (1980).
- The Queen's Conjuror. Benjamin Wollet (2001), Flamingo, Londres.

- Datos: Q720424
- Multimedia: Rafael Mnišovský / Q720424